# Ábrego

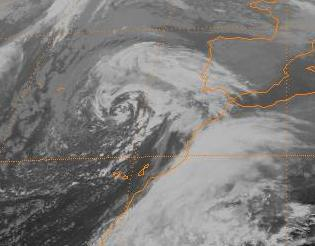
Vientos ábregos, portadores de humedad del Atlántico, arrastrando una borrasca subtropical al oeste de la península ibérica.

El ábrego es un viento de España procedente del suroeste, templado, relativamente húmedo y portador de lluvias. Se lo considera un viento propio de la península ibérica, sobre todo en la Meseta y Andalucía. Es el viento de los temporales de otoño y primavera, que constituyen la base de la agricultura de secano, pues resultan su principal recurso hídrico. El ábrego proviene del Atlántico, de la zona entre las islas Canarias y las Azores.
El origen de la palabra ábrego está en la palabra latina africus, que era el nombre con el que antiguamente identificaban al citado viento, procedente del sur, de África; si bien pudiera guardar relación también con la voz apricus (abrigo); y es que durante los temporales del suroeste, las lluvias impiden las labores del campo, por lo que a los campesinos no les queda más remedio que “estar al abrigo”, ponerse a resguardo o a cubierto.

## Origen de los vientos
Los vientos ábregos son corrientes de aire de procedencia atlántica, concretamente del suroeste. Son vientos húmedos y templados, que se generan normalmente en primavera y en otoño, y que van acompañados de nubosidad y lluvias. 
Los vientos suelen generarse en los ríos de humedad que recorren el océano y que suelen tener procedencia subtropical, a veces incluso el ábrego puede tener origen en el mar Caribe, arrastrado por vientos de largo recorrido que debido a la configuración atmosférica acaban entrando a la península ibérica por el suroeste, cargados de humedad.

## Ábrego en el oeste peninsular
En el Guadalquivir, cuando una borrasca es intensa y con acusado gradiente, el viento del suroeste presenta carácter racheado y se denomina vendaval. Aunque las lluvias que dejan los ábregos, aparte de generosas, son bastante generalizadas, el reparto de las mismas no es equitativo en todo el territorio ibérico. En la vertiente atlántica peninsular es donde se acumulan las mayores cantidades, especialmente en las laderas montañosas enfrentadas a los citados vientos. 
Los vientos del suroeste aportan notables precipitaciones en la cara sur de los principales sistemas montañosos de la península ibérica, destacando la sierra de Grazalema, sierra de la Estrella, sierra de Gredos, cordillera Cantábrica y Pirineos. La cara sur de la sierra de Gredos sobresale como una de las zonas con mayor impacto de los vientos ábregos, al ser una gran muralla sobre la zona relativamente llana que se encuentra en el suroeste peninsular. Las gargantas de esta sierra recogen cantidades de precipitación que pueden superar los 500 mm por episodio. 

## Ábrego en el norte peninsular
El ábrego es un viento que tiene mala fama en toda la región Cantábrica, ya que suele estar asociado a catarros, cefaleas y estados depresivos. Además suele traer consigo la propagación de incendios por su baja humedad relativa del aire y la ausencia de precipitaciones. Y es que en esta zona la surada, como también se conoce, es ya un viento fuerte y seco motivado por el llamado efecto Foehn.
En la costa cántabra, el ábrego recibe nombres como viento sur, castellano (procedente de Castilla y por tanto del sur), campurriano (procedente de la comarca cántabra de Campoo-Los Valles) o aire de arriba (de La Montaña, la parte más alta de la comunidad). Si sopla demasiado caliente se refieren a él como “abriguna”, mientras que una abrilada sería el período de varios días bajo ese régimen de vientos. 
En el Principado de Asturias al ábrego se le conoce también como el Aire de las castañas (aire de les castañes en asturiano), ya que cuando sopla con violencia durante el otoño provoca la caída de estos frutos.